# Piątki (województwo kujawsko-pomorskie)
Piątki – wieś w Polsce położona w województwie kujawsko-pomorskim, w powiecie lipnowskim, w gminie Lipno.

## Podział administracyjny
W latach 1975–1998 miejscowość położona była w województwie włocławskim.

## Demografia
Według Narodowego Spisu Powszechnego (III 2011 r.) wieś liczyła 176 mieszkańców. Jest 30. co do wielkości miejscowością gminy Lipno.